# Barranco Oscuro
Barranco Oscuro este o arie protejată (arie specială de conservare — SAC, sit de importanță comunitară — SCI) din Spania întinsă pe o suprafață de 33,4 ha, integral pe uscat.

## Localizare
Centrul sitului Barranco Oscuro este situat la coordonatele 28°03′54″N 15°35′34″W / 28.0649°N 15.5928°V.

## Înființare
Situl Barranco Oscuro a fost declarat sit de importanță comunitară în octombrie 1999 pentru a proteja 1 specie de plante. Situl a fost protejat și ca arie specială de conservare în ianuarie 2010.

## Biodiversitate
Situată în ecoregiunea , aria protejată conține 2 habitate naturale: Păduri de Olea și Ceratonia, Păduri macaroneziene de dafin (Laurus, Ocotea).
La baza desemnării sitului se află o specie protejată de  plante: Sideritis discolor.